# Odostomia martinensis
Odostomia martinensis är en snäckart. Odostomia martinensis ingår i släktet Odostomia och familjen Pyramidellidae. Inga underarter finns listade i Catalogue of Life.